# Bruscello
Bruscello (z wł. od łac. arboricellus ’drzewko’) – włoski rodzaj ludowego przedstawienia.
Gatunek uprawiany był głównie w Toskanii. Wykonywany był przez mężczyzn przebranych w stroje, również kobiece. Miał formę śpiewanego przedstawienia lub farsy. Po każdej zwrotce następowały w nim dźwięki wiejskich instrumentów muzycznych. Jeden z aktorów, otaczających drzewko lub gałąź (od czego pochodzi nazwa gatunku), wychodził i wykonywał pieśń lub recytatyw. Następnie odbywał się taniec. Przedstawienia mogły zawierać tematy legendarne czy historyczne, ale też ograniczać się do wątków satyrycznych (np. spór młodego i starego pretendenta do ręki młodej dziewczyny).